# Thorngrafton
Thorngrafton är en ort i civil parish Bardon Mill, i grevskapet Northumberland i England. Orten är belägen 8 km från Haltwhistle. Thorngrafton var en civil parish 1866–1955 när det uppgick i Bardon Mill. Civil parish hade 267 invånare år 1951.